# Burg Mörfelden
Die Burg Mörfelden, auch Mersevelt genannt, ist eine abgegangene Wasserburg auf dem Waldfriedhof am südlichen Ortsrand von Mörfelden in der Stadt Mörfelden-Walldorf im Kreis Groß-Gerau in Hessen.
Der Ort, spätestens ab 850 im Codex Laureshamensis III, Urkunde Nr. 3672, urkundlich, 1016 als Standort in einer Beurkundung von Kaiser Heinrich II. genannt, weist zu Beginn des 13. Jahrhunderts einen Ortsadel auf.
Zwischen 1215 mit Waltherus de Mersevelt, 1253 Wernherus clericus, filius Walteri de Mersenvelt, vermutlich derselbe Walter von Mersenvelt wird im selben Jahr als Vogt von Trebur genannt und 1325 mit Heinrich von Mersevelt wird der Ortsadel genannt, zu diesem Zeitpunkt kann auch die Burg angenommen werden. Zu der Zeit wird ein Festes Haus als Herrschaftssitz angenommen. Vermutlich schon wieder gegen Ende des 13. Jahrhunderts ausgestorben, kam der Besitz 1277 an die Falkensteiner. Diese sollen den Adelssitz zu einer Wasserburg als Grenzbefestigung ihrer Herrschaft ausgebaut haben. 1294 erklärt Werner von Falkenstein, dass die annona cedens de novalibus, que vocatur Sunderholcz apud Mersevelt Eigentum seines Hauses im Haim ist. 1325 wird als letzter seines Namens ein Heinrich von Mersevelt genannt.
Burg und Ort waren über eine Brücke verbunden, die erst 1821 abgebrochen wurde, als man auch die Gräben verfüllte. Die Herren von Ysenburg beerbten die Falkensteiner im 15. Jahrhundert. Noch im 16. Jahrhundert wurde von Anton von Ysenburg-Büdingen das Burggebäude erneuert. 1885 war die Burg dann aber bereits vollständig abgetragen.
Von der Burganlage sind heute keine Baureste mehr vorhanden beziehungsweise wurden durch die Anlage des Friedhofs überbaut. Im Ort verbaute alte Sandsteine werden der Burg zugeordnet. Zum Aussehen oder Größe der Burg liegen keine Nachrichten vor. Ihre Lage wird ins sogenannte Kühloch, einer ehemals sumpfigen Niederung verortet.